# قوم
القوم الجماعة من الرجال والجمع أقوام وتطلق على الجماعة من الناس عموما.
وقوم النبي من بعث فيهم.
وقوم الرجل أقرباؤه يجمعه معهم جد واحد.

## وجه التسمية
سمي القوم لقيامهم بالعظائم والمهمات.
قال الخليل وسُمُّوا بذلك لأَنّهم قَوَّامُون على النِّساء بالأُمورِ التي لَيْسَت للنِّسَاء أَن يَقُمْنَ بها؛ وسُمِّيت النِّساءُ نِساءً لتأَخُّرهنَّ عن مَنازِل الرِّجَالِ؛ من نَسأتُه: أخَّرته، أو نَسِيتُه: تَرَكتُه وقيل القَوم في الأَصل مَصدر قام، فَوُصِفَ به، ثم غَلَب على الرِّجال لِقيامِهم بأُمُور ِالنِّساءِ، وهي صفة غالبة اهـ